# Albany (bande dessinée)
Pour les articles homonymes, voir Albany.
Albany ou Albany et Sturgess est une série de bande dessinée française écrite par François Rivière, dessinée par Floc'h et publiée depuis 1976 par Dargaud, d'abord dans Pilote mensuel, ensuite en album. Elle a donné lieu à plusieurs adaptations littéraires.
Cette série rendant hommage à Agatha Christie et la ligne claire met en scène le critique Francis Albany et l'écrivaine à succès Olivia Sturgess qui, entre leurs activités littéraires, doivent résoudre diverses enquêtes policières en Angleterre.
Après la publication de quatre histoires dans Pilote mensuel entre 1977 et 1984, Floc'h et Rivière repoussent régulièrement le quatrième album jusqu'à l'abandonner en annonçant la mort d'Albany en 1992. Ils reprennent cependant les personnes pour une biographie en bande dessinée de Sturgess en 2005 et un recueil de nouvelles en 2006.

## Publications

### Périodiques
- Le Rendez-vous de Sevenoaks, Pilote mensuel no 35-40, 1977.
- Le Dossier Harding, Pilote mensuel, no 73-77, 1980.
- À la recherche de Sir Malcolm, Pilote mensuel, no 112-118, 1983-1984.

### Albums
- Série régulière, Dargaud :

1. Le Rendez-vous de Sevenoaks, 1977.
2. Le Dossier Harding, 1980.
3. À la recherche de Sir Malcolm, 1984[4].
4. Olivia Sturgess : 1914-2004, 2005.

- Une trilogie anglaise, 1992. Intégrale des trois premiers albums.

### Littérature
- Meurtre en miniature, Dargaud, 1994. Nouvelle.
- Les Chroniques d'Olivier Alban, Robert Laffont, 2006.